# 대한민국 국회 상임위원회
상임위원회(常任委員會, 영어: standing committee)는 국회에서 국회의원을 구성원으로 하여 각 전문 분야 별로 만든 위원회 조직이다. 국회의원이나 정부가 제출한 법률안을 국회 본회의에 부의하기 전에 그 소관에 속하는 의안이나 청원을 심사하기 위하여 상설적으로 운영한다.
현재 17개의 상임위원회가 있으며, 각 상임위원회의 담당 소관 사무는 법률에 의해 정해져 있다.

## 종류
순서는 국회법 제37조 1항의 순서를 따른 것이며, 아래의 기관명은 해당 상임위원회의 소관을 나타낸다.
- 국회운영위원회 (겸임 상임위)
  - 국회
  - 국회사무처, 국회도서관, 국회예산정책처, 국회입법조사처
  - 대통령비서실, 국가안보실, 대통령경호처
  - 국가인권위원회
- 법제사법위원회
  - 법무부
  - 법제처
  - 감사원
  - 헌법재판소
  - 법원 및 군사법원의 사법행정
- 정무위원회
  - 국무조정실, 국무총리비서실
  - 국가보훈부
  - 공정거래위원회, 금융위원회, 국민권익위원회
- 기획재정위원회
  - 기획재정부
  - 한국은행
- 교육위원회
  - 교육부
- 과학기술정보방송통신위원회
  - 과학기술정보통신부
  - 방송통신위원회
  - 원자력안전위원회
- 외교통일위원회
  - 외교부
  - 통일부
- 국방위원회
  - 국방부
- 행정안전위원회
  - 행정안전부
  - 인사혁신처
  - 중앙선거관리위원회
- 문화체육관광위원회
  - 문화체육관광부
- 농림축산식품해양수산위원회
  - 농림축산식품부
  - 해양수산부
- 산업통상자원중소벤처기업위원회
  - 산업통상자원부
  - 중소벤처기업부
- 보건복지위원회
  - 보건복지부
  - 식품의약품안전처
- 환경노동위원회
  - 환경부
  - 고용노동부
- 국토교통위원회
  - 국토교통부
- 정보위원회 (겸임 상임위)
  - 국가정보원
- 여성가족위원회 (겸임 상임위)
  - 여성가족부

## 위원
- 상임위원회의 의원 정수는 국회 규칙으로 정한다. 하지만 정보위원회의 위원 정수는 12인으로 고정한다.[2]
- 국회의원은 2개 이상의 상임위원회의 위원이 될 수 있지만 국회의장은 상임위원회의 위원이 될 수 없다. 또한 행정부의 정무직 공무원을 겸하는 의원은 상임위원회 위원직을 포기할 수 있다.[3]
- 상임위원회의 위원 임기는 2년으로 한다.[4]
- 상임위원회에 위원장 1인과 간사 1인을 둔다.
- 상임위원회의 위원장은 상임위원회의 위원들 중에서 본회의를 통해 선출한다.[5]
- 상임위원회의 위원장이 사고로 그 직무를 수행할 수 없는 때에는 간사가 그 직무를 대리한다.[6]
- 상임위원회는 재적위원 1/5 이상의 출석으로 개회하고, 재적위원 과반수의 출석과 출석위원 과반수의 찬성으로 의결한다.[7]
- 상임위원회는 특정한 안건의 심사를 위하여 소위원회를 둘 수 있다.[8]

## 역대 상임위원회
- 1948년 10월 2일 (8위원회)
  - 법제사법위원회, 외무국방위원회, 내무치안위원회, 재정경제위원회, 산업위원회, 문교사회위원회, 교통체신위원회, 징계자격위원회
- 1951년 3월 15일 (12위원회)
  - 법제사법위원회, 내무위원회, 외무위원회, 국방위원회, 재정경제위원회, 농림위원회, 상공위원회, 문교위원회, 사회보건위원회, 교통체신위원회, 징계자격위원회, 국회운영위원회
- 1953년 1월 22일 (13위원회)
  - 법제사법위원회, 내무위원회, 외무위원회, 국방위원회, 예산결산위원회, 재정경제위원회, 농림위원회, 상공위원회, 문교위원회, 사회보건위원회, 교통체신위원회, 징계자격위원회, 국회운영위원회
- 1960년 9월 26일 (민의원: 13위원회, 참의원: 9위원회)[9]
  - 민의원: 법제사법위원회, 외무위원회, 내무위원회, 재정경제위원회, 예산결산위원회, 국방위원회, 문교위원회, 부흥위원회, 농림위원회, 상공위원회, 보건사회위원회, 교통체신위원회, 의원운영위원회
  - 참의원: 법제사법위원회, 내무위원회, 외무국방위원회, 재정경제위원회, 예산결산위원회, 산업경제위원회, 문교사회위원회, 교통체신위원회, 의원운영위원회
- 1963년 11월 26일 (12위원회)
  - 법제사법위원회, 외무위원회, 내무위원회, 재정경제위원회, 국방위원회, 문교공보위원회, 농림위원회, 상공위원회, 보건사회위원회, 교통체신위원회, 건설위원회, 국회운영위원회
- 1971년 7월 1일 (13위원회)
  - 법제사법위원회, 외무위원회, 내무위원회, 재무위원회, 경제과학위원회, 국방위원회, 문교공보위원회, 농림위원회, 상공위원회, 보건사회위원회, 교통체신위원회, 건설위원회, 국회운영위원회
- 1973년 3월 3일 (13위원회)
  - 법제사법위원회, 외무위원회, 내무위원회, 재무위원회, 경제과학위원회, 국방위원회, 문교공보위원회, 농수산위원회, 상공위원회, 보건사회위원회, 교통체신위원회, 건설위원회, 국회운영위원회
- 1981년 1월 29일 (13위원회)
  - 국회운영위원회, 법제사법위원회, 외무위원회, 내무위원회, 재무위원회, 경제과학위원회, 국방위원회, 문교공보위원회, 농수산위원회, 상공위원회, 보건사회위원회, 교통체신위원회, 건설위원회
- 1988년 6월 15일 (16위원회)
  - 국회운영위원회, 법제사법위원회, 외무통일위원회, 행정위원회, 내무위원회, 재무위원회, 경제과학위원회, 국방위원회, 문교공보위원회, 농림수산위원회, 상공위원회, 동력자원위원회, 보건사회위원회, 노동위원회, 교통체신위원회, 건설위원회
- 1990년 6월 29일 (17위원회)
  - 국회운영위원회, 법제사법위원회, 외무통일위원회, 행정위원회, 내무위원회, 재무위원회, 경제과학위원회, 국방위원회, 문교체육위원회, 문화공보위원회, 농림수산위원회, 상공위원회, 동력자원위원회, 보건사회위원회, 노동위원회, 교통체신위원회, 건설위원회
- 1991년 5월 31일 (17위원회)
  - 국회운영위원회, 법제사법위원회, 외무통일위원회, 행정위원회, 내무위원회, 재무위원회, 경제과학위원회, 국방위원회, 교육체육청소년위원회, 문화공보위원회, 농림수산위원회, 상공위원회, 동력자원위원회, 보건사회위원회, 노동위원회, 교통체신위원회, 건설위원회
- 1993년 3월 6일 (16위원회)
  - 국회운영위원회, 법제사법위원회, 외무통일위원회, 행정위원회, 내무위원회, 재무위원회, 경제과학위원회, 국방위원회, 교육위원회, 문화체육공보위원회, 농림수산위원회, 상공자원위원회, 보건사회위원회, 노동위원회, 교통체신위원회, 건설위원회
- 1994년 6월 28일 (17위원회)
  - 국회운영위원회, 법제사법위원회, 외무통일위원회, 행정경제위원회, 내무위원회, 재무위원회, 국방위원회, 교육위원회, 문화체육공보위원회, 농림수산위원회, 상공자원위원회, 보건사회위원회, 노동환경위원회, 교통위원회, 체신과학기술위원회, 건설위원회, 정보위원회
- 1995년 3월 3일 (16위원회)
  - 국회운영위원회, 법제사법위원회, 행정위원회, 재정경제위원회, 통일외무위원회, 내무위원회, 국방위원회, 교육위원회, 문화체육공보위원회, 농림수산위원회, 통상산업위원회, 통신과학기술위원회, 환경노동위원회, 보건복지위원회, 건설교통위원회, 정보위원회
- 1996년 8월 8일 (16위원회)
  - 국회운영위원회, 법제사법위원회, 행정위원회, 재정경제위원회, 통일외무위원회, 내무위원회, 국방위원회, 교육위원회, 문화체육공보위원회, 농림해양수산위원회, 통상산업위원회, 통신과학기술위원회, 환경노동위원회, 보건복지위원회, 건설교통위원회, 정보위원회
- 1998년 3월 18일 (16위원회)
  - 국회운영위원회, 법제사법위원회, 정무위원회, 재정경제위원회, 통일외교통상위원회, 국방위원회, 행정자치위원회, 교육위원회, 과학기술정보통신위원회, 문화관광위원회, 농림해양수산위원회, 산업자원위원회, 보건복지위원회, 환경노동위원회, 건설교통위원회, 정보위원회
- 2002년 3월 7일 (17위원회)
  - 국회운영위원회, 법제사법위원회, 정무위원회, 재정경제위원회, 통일외교통상위원회, 국방위원회, 행정자치위원회, 교육위원회, 과학기술정보통신위원회, 문화관광위원회, 농림해양수산위원회, 산업자원위원회, 보건복지위원회, 환경노동위원회, 건설교통위원회, 정보위원회, 여성위원회
- 2005년 7월 28일 (17위원회)
  - 국회운영위원회, 법제사법위원회, 정무위원회, 재정경제위원회, 통일외교통상위원회, 국방위원회, 행정자치위원회, 교육위원회, 과학기술정보통신위원회, 문화관광위원회, 농림해양수산위원회, 산업자원위원회, 보건복지위원회, 환경노동위원회, 건설교통위원회, 정보위원회, 여성가족위원회
- 2008년 8월 25일 (16위원회)
  - 국회운영위원회, 법제사법위원회, 정무위원회, 기획재정위원회, 외교통상통일위원회, 국방위원회, 행정안전위원회, 교육과학기술위원회, 문화체육관광방송통신위원회, 농림수산식품위원회, 지식경제위원회, 보건복지가족위원회, 환경노동위원회, 국토해양위원회, 정보위원회, 여성위원회
- 2010년 3월 12일 (16위원회)
  - 국회운영위원회, 법제사법위원회, 정무위원회, 기획재정위원회, 외교통상통일위원회, 국방위원회, 행정안전위원회, 교육과학기술위원회, 문화체육관광방송통신위원회, 농림수산식품위원회, 지식경제위원회, 보건복지가족위원회, 환경노동위원회, 국토해양위원회, 정보위원회, 여성가족위원회
- 2013년 3월 23일 (16위원회)
  - 국회운영위원회, 법제사법위원회, 정무위원회, 기획재정위원회, 미래창조과학방송통신위원회, 교육문화체육관광위원회, 외교통일위원회, 국방위원회, 안전행정위원회, 농림축산식품해양수산위원회, 산업통상자원위원회, 보건복지위원회, 환경노동위원회, 국토교통위원회, 정보위원회, 여성가족위원회
- 2017년 7월 26일 (16위원회)
  - 국회운영위원회, 법제사법위원회, 정무위원회, 기획재정위원회, 과학기술정보방송통신위원회, 교육문화체육관광위원회, 외교통일위원회, 국방위원회, 행정안전위원회, 농림축산식품해양수산위원회, 산업통상자원중소벤처기업위원회, 보건복지위원회, 환경노동위원회, 국토교통위원회, 정보위원회, 여성가족위원회
- 2018년 7월 17일(17위원회)
  - 국회운영위원회, 법제사법위원회, 정무위원회, 기획재정위원회, 과학기술정보방송통신위원회, 교육위원회, 문화체육관광위원회, 외교통일위원회, 국방위원회, 행정안전위원회, 농림축산식품해양수산위원회, 산업통상자원중소벤처기업위원회, 보건복지위원회, 환경노동위원회, 국토교통위원회, 정보위원회, 여성가족위원회

## 같이 보기
- 국회법